# Hrabstwo Butler (Pensylwania)

Piramida wieku hrabstwa

Hrabstwo Butler – hrabstwo położone w USA w stanie Pensylwania z siedzibą w mieście Butler. Założone 12 marca 1800 roku.

## Miasto
- Butler

## Gminy
| - Bruin - Callery - Cherry Valley - Chicora - Connoquenessing - East Butler - Eau Claire - Evans City | - Fairview - Harmony - Harrisville - Karns City - Mars - Petrolia - Portersville - Prospect | - Saxonburg - Seven Fields - Slippery Rock - Valencia - West Liberty - West Sunbury - Zelienople |

## Sąsiednie Hrabstwa
- Hrabstwo Venango
- Hrabstwo Clarion
- Hrabstwo Armstrong
- Hrabstwo Westmoreland
- Hrabstwo Allegheny
- Hrabstwo Beaver
- Hrabstwo Lawrence
- Hrabstwo Mercer

## Lotniska
- Butler County Airport
- Butler Farm Show Airport
- Lakehill Airport